# Seznam jurišnih pušk druge svetovne vojne
Seznam jurišnih pušk druge svetovne vojne.
Edina avtomatska puška je bila [Tretji rajh nemška]:
- Sturmgewehr 44